# Pyrgoteles machadoi
Pyrgoteles machadoi är en insektsart som först beskrevs av Victor Lallemand 1959.  Pyrgoteles machadoi ingår i släktet Pyrgoteles och familjen lyktstritar. Inga underarter finns listade i Catalogue of Life.